# نخستین نور (اخترشناسی)
نخستین نور (انگلیسی: First light) یا نور نخست، در اخترشناسی به نخستین استفاده از یک تلسکوپ یا به‌طور کلی، یک ابزار و دستگاه جدید به‌منظور تهیه یک تصویر اخترشناسی پس از ساخت آن گفته می‌شود. در بیشتر موارد، نخستین نور، نخستین مشاهده با استفاده از تلسکوپ نیست، چرا که احتمالاً پیش از آن، آزمایش‌های نوری برای تنظیم قطعات دستگاه انجام شده‌است.

## ویژگی‌ها
از آنجایی که عناصر و قسمت‌های مختلف تلسکوپ هنوز برای بازدهی بهینه تنظیم نشده‌اند، تصویر نخستین نور معمولاً جذابیت علمی کم و کیفیت پایینی دارد، با وجود این، نخستین نور همیشه یک لحظه هیجان بزرگ هم برای سازندگان و طراحان تلسکوپ و هم برای جامعه نجومی است و گاهی ممکن است سال‌ها در انتظار آن لحظه باشند.

## نمونه‌های تاریخی

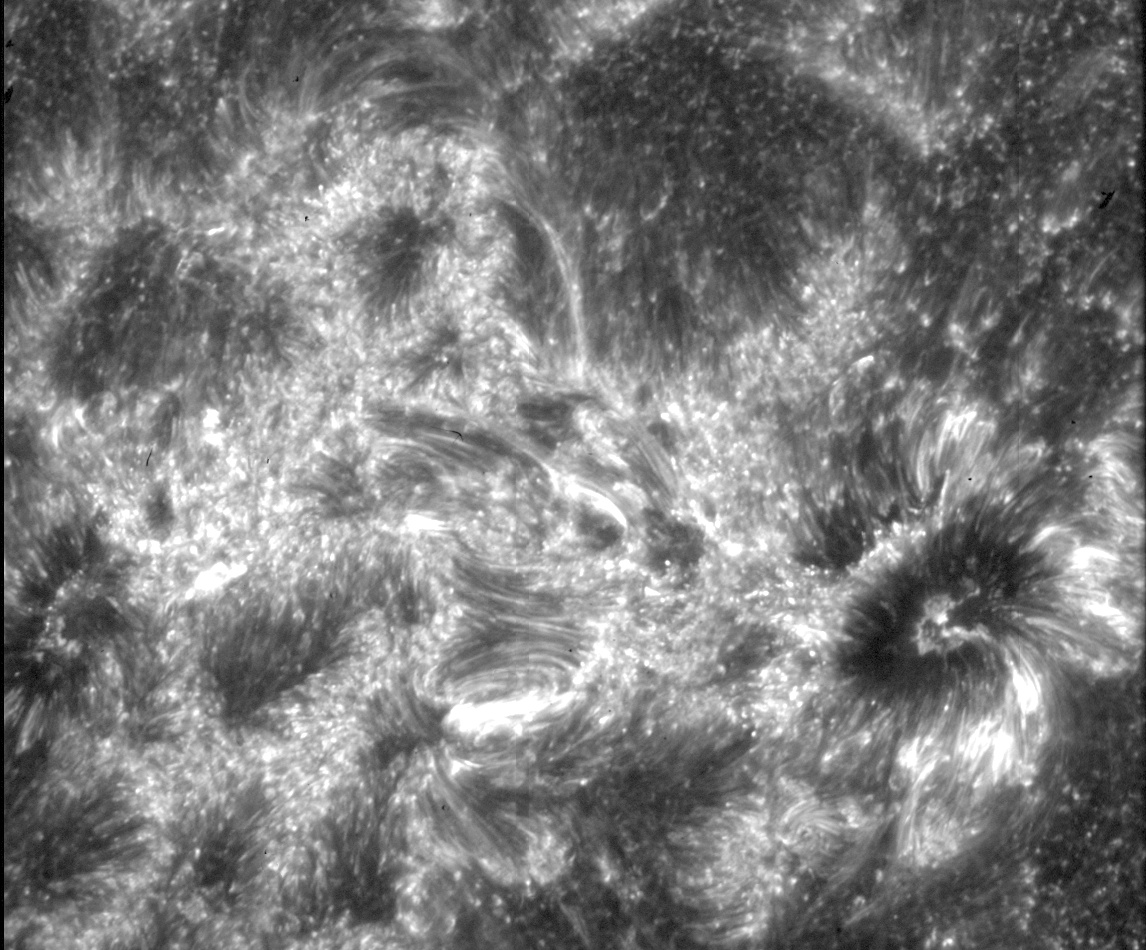
تصویر نخستین نور ماهواره IRIS

تلسکوپ معروف ۵٫۰۸ متری هیل در رصدخانه پالومار، نخستین نور خود را در ۲۶ ژانویه ۱۹۴۹ با مدیریت ادوین هابل رصد کرد و توانست تصویر سحابی ان‌جی‌سی ۲۲۶۱ را ثبت کند. این تصویر در بسیاری از مجلات منتشر شد.
تلسکوپ آیزاک نیوتن دو نور نخست داشت: یکی در انگلستان در سال ۱۹۶۵ با آینه اصلی خود، و دیگری در سال ۱۹۸۴ در جزیره لا پالما. نخستین نور دوم با دوربین فیلمبرداری انجام شد که چشمک‌زدن ستاره تپنده خرچنگ را نشان می‌داد.
هیجان اولیه برای نخستین نور تلسکوپ فضایی هابل در سال ۱۹۹۰، به زودی جای خود را به ناامیدی اولیه داد زیرا یک نقص فنی مانع از تنظیم تلسکوپ برای عملکرد صحیح شد. کیفیت مورد انتظار برای نخستین نو هابل، سرانجام پس از مأموریت تعمیراتی اس‌تی‌اس-۶۱ توسط فضاپیمای اندور در سال ۱۹۹۳ به دست آمد.
تلسکوپ بزرگ دو چشمی نخستین نور خود را با یک آینه اصلی در ۱۲ اکتبر ۲۰۰۵ داشت که نمایی از کهکشان ان‌جی‌سی ۸۹۱ بود. دومین آینه اصلی این تلسکوپ در ژانویه ۲۰۰۶ نصب و در ژانویه ۲۰۰۸ به‌طور کامل عملیاتی شد.
تلسکوپ بزرگ ۱۰٫۴ متری جزایر قناری تصویر نخستین نور خود را در ۱۴ ژوئیه ۲۰۰۷ از Tycho 1205081 برداشت کرد.
رصدخانه فضای خورشیدی IRIS نیز نخستین نور خود را در ۱۷ ژوئیه ۲۰۱۳ ثبت کرد.
در ۴ فوریه ۲۰۲۲، نخستین نور تلسکوپ فضایی جیمز وب به منظور آزمایش و تراز کردن عنصر تلسکوپ نوری، از ستاره HD 84406 ثبت شد. در ۶ ژوئیه ۲۰۲۲، ناسا یک تصویر آزمایشی از حسگر راهنمایی دقیق جیمز وب منتشر کرد. ناسا نخستین تصویر رسمی تلسکوپ فضایی جیمز وب را در ۱۱ ژوئیه ۲۰۲۲ منتشر کرد. سپس در یک مراسم رسمی، نخستین مجموعه از پنج تصویر علمی تلسکوپ وب در روز سه شنبه ۱۲ ژوئیه ۲۰۲۲ منتشر شد.

## نگارخانه

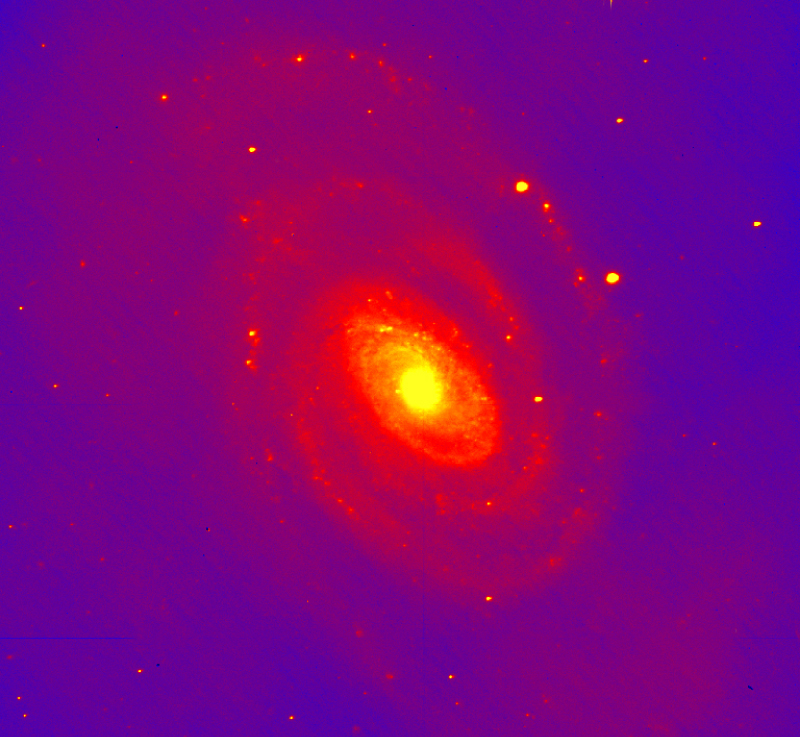
تصویر نخستین نور گرفته‌شده توسط تصویربردار میدان باز VIMOS در تلسکوپ وی‌ال‌تی از ان‌جی‌سی ۵۳۶۴.
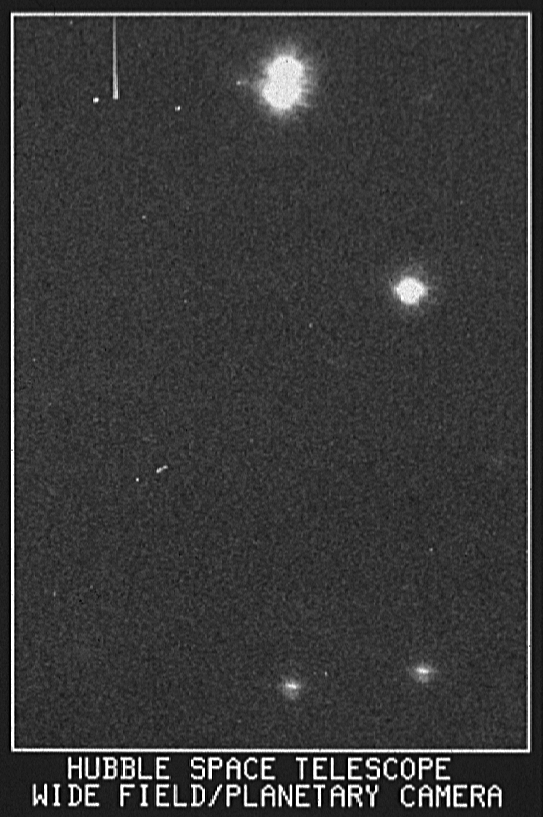
تصویر نخستین نور تلسکوپ فضایی هابل که با دوربین WFPC  در سال ۱۹۹۰ گرفته شد.
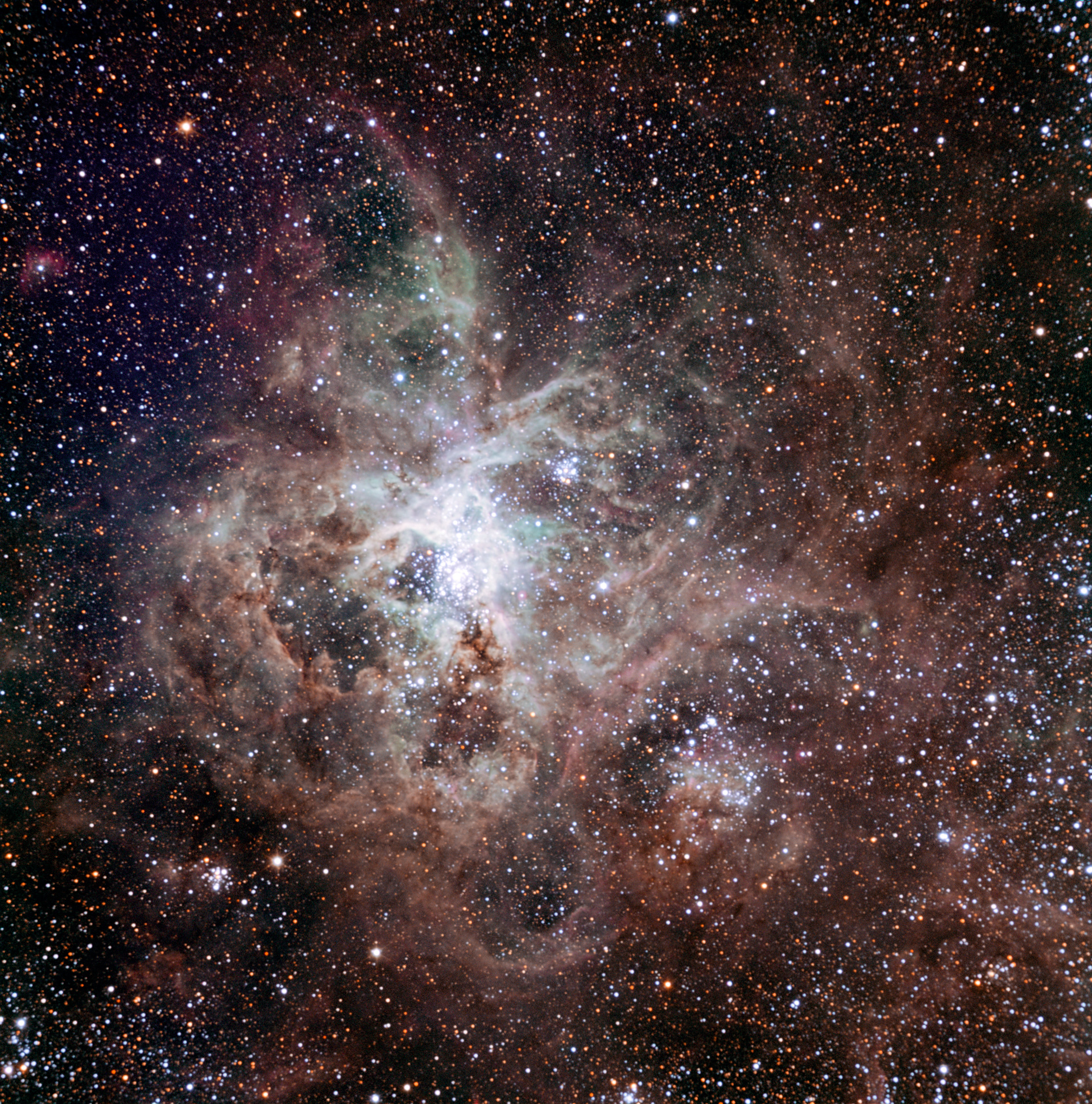
تصویر نخستین نور از سحابی رتیل توسط تراپیست.
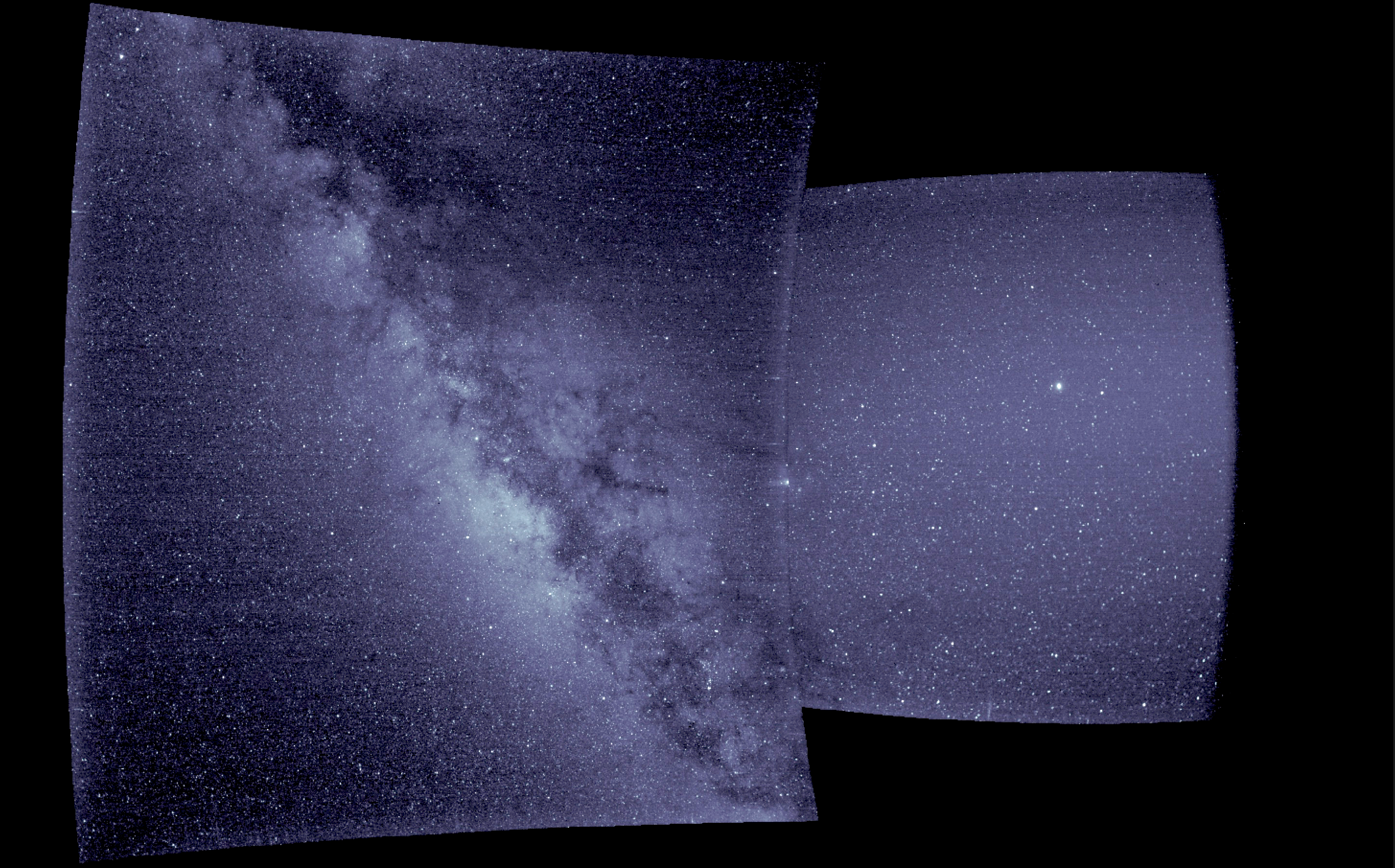
نخستین نور توسط WISPR بر روی کاوشگر خورشیدی پارکر، سپتامبر ۲۰۱۸.